# Hannabura
Hannabura är ett släkte av insekter. Hannabura ingår i familjen långrörsbladlöss.
Kladogram enligt Catalogue of Life:
| Hannabura | \| \| Hannabura alnicola \| \| \| \| \| \| Hannabura alnosa \| \| \| \| |
|           | \| \| Hannabura alnicola \| \| \| \| \| \| Hannabura alnosa \| \| \| \| |
|           | Hannabura alnicola                                                      |
|           |                                                                         |
|           | Hannabura alnosa                                                        |
|           |                                                                         |